# Diehlstadt
Diehlstadt – wieś w Stanach Zjednoczonych, w stanie Missouri, w hrabstwie Scott.